# Alvite (Cabeceiras de Basto)
Alvite is een plaats (freguesia) in de Portugese gemeente Cabeceiras de Basto en telt 8 022 inwoners (2001).